# Gare aux Oreilles
Gare aux Oreilles est un festival militant, consacré aux musiques hors normes. Créé en 2002 par Inouï Productions et La Gare de Coustellet, cet évènement s'est déroulé chaque année jusqu'en 2008 au mois de juin à Coustellet, Maubec (Vaucluse), en France.
Avec l'édition 2009, il est porté par Inouï Productions et se déroule au mois d'aout sur la commune du Thor, et avec l'édition 2011, à Avignon.

## Historique
En 2002, Inouï Productions et La Gare de Coustellet s'unissaient pour créer un festival consacré aux musiques inclassables. De 2002 à 2008, chaque année en juin, le festival se déroulait à la gare de Coustellet, ancienne gare SNCF reconvertie en lieu de diffusion culturel. Le nom du festival, « Gare aux Oreilles », joue sur le nom du lieu, rebaptisé tout simplement « la Gare ».
En 2009, Inouï Productions continue seul le festival, se déplace au Théâtre de Verdure sur la commune du Thor, décalant la programmation en août.
En 2011, Inouï Productions s'installe avec la Compagnie Fraction dans l'ancienne salle des Hivernales, rebaptisée « Les Hauts Plateaux » à la Manutention à Avignon. À la suite de problèmes financiers, la décision est prise de déplacer le festival avec une version light sur Les Hauts Plateaux .

## Programmation

### Années 2000
- 2002 : Faburu Combo (France/Avignon), Lars Hollmer Solo (Suède), Métamorphosis (Autriche/République tchèque), Paolo Angeli Solo (Italie), Slede Zive Slede (République tchèque), les Fin’amoureuses…
- 2003 : Shirka (France), Erikm (France), Palinckx (Pays-Bas), Musicabrass (France), Surmenian String Project (France/Pays-Bas), Jean Derome solo (Québec), Bratko Bibic and the Madleys (Slovénie)…
- 2004 : Kataklop (France), Miss Goulash (France), Ash in the Rainbow (Japon), Pusse (France), Cube (France/Angleterre), Michel Mandel Solo (France), Albert Marcoeur (France)…
- 2005 : Les 3G (France), Tadahiko & Akira (Japon), Grimo (France), Vadim Vernay (France), Martine à la plage (France), 4 Walls (Angleterre/Pays-Bas)…
- 2006 : Camel Zekri, Un mec Une Porte, Chantier Musical, Vladimir Vaclavek et Milos Dvoracek, GroupGris, Atelier GranDélire, Jimmy Agren Band, et la Cie "à".
- 2007 : Thierry Madiot, Fantazio, le chantier musical, two mule team, Stimmhorn, pourquoi tu ne m’aimes pas, Charles Hayward solo, Nosfell, Pogofonic, Emmanuel Kremer & Baltazar Montanarot, Tudosok, mon œil.
- 2008 : Erikm, Longital, Les Hauts de Plafond, Pascal Comelade, Pierre Coiffard, Dodocafonico, Le Chantier Musical.
- 2009 : Pierre Bastien, Gilles Laval, L'ensemble Rayé, Tapetto Tracy, Ferromil, la compagnie de L'Escabelle
- 2010 : Ghédalia Tazartès, Ifif Between, Les Nouveaux Malins, Ted Milton & Sam Britton, Male Instrumenty, Vialka, Les Tailleurs de Notes

### Années 2010
- 2011 : Jonas Zugzwang (France/Belgique/Canada), Chris Cutler & David Thomas (GB/USA), Gunkanjima (Japon/France)
- 2012 : Mombu (Italie), Metamorphosis (Autriche/St Petersbourg), A L G E C O W (France)